# 総社 (吉備中央町)
総社（そうじゃ）は、岡山県加賀郡吉備中央町加茂市場1567番地に鎮座する神社である。
別名は、備前加茂総社（びまえ かものそうじゃ）、加茂郷総社（かもごうそうじゃ）など。
岡山県三大祭のひとつである加茂大祭が行われることで知られる。

## 由緒等
備前・備中の国境に程近いところに鎮座する。771年（宝亀2年）、備前国津高郡長田荘の氏神として創建された古社。
後冷泉天皇天喜年間（1053〜1058年)、津高郡加茂郷内に鎮座する式内外の有力社8社を相殿に配祠した。同時に備前加茂大祭を創始し、現在に至っている。この加茂大祭は、現在毎年10月第3日曜に開催されており、950年以上の歴史を誇る。
なお、境内の社叢は岡山県指定天然記念物、石造地蔵菩薩立像および八角石燈籠は岡山県指定文化財に指定されている。

## 祭神
- 大己貴命
- 天照皇大神

ほか

## 主な神事
- 備前加茂大祭 - 10月第三日曜日
- 祈年祭 - 4月15日に近い日曜日
- 新嘗祭 - 12月15日に近い日曜日

## 御利益
- 疫病除け
- 五穀豊穣
- 開運

## 氏子地域
- 岡山県加賀郡吉備中央町加茂市場